# فخر الدين الخبيصي
فخر الدين عبيد الله بن فضل الله الخَبِيصي  عالم مسلم من علماء علم الكلام والمنطق.

## اسمه ونسبه
فخر الدين عبيد الله بن فضل الله الخَبِيصي نسبة إلى خبيص وهي مدينة بكرمان، وقيل إلى الخبيص طعام يصنع من التمر والدهن.

## مؤلفاته
- شرح منظومة اليافعي في التوحيد (مخطوط بدار الكتب المصرية).
- التجريد الشافي: في المنطق.
- التذهيب في شرح التهذيب: كتاب شرح فيه تهذيب المنطق والكلام للشيخ سعد الدين التفتازاني (722 هـ – 793 هـ) واشتمل على قسمين الأول في المنطق، والثاني في علم الكلام، وقد تلقاه العلماء بالقبول، واشتغلوا به قراءة وإقراء وتدريسا، وكتبوا عليه الحواشي، وظل مقررا تدريسه بالجامع الأزهر مدة طويلة، وممن تلقاه الشيخ أحمد بن الحسن بن عبد الكريم الجوهري (1096 هـ - 1182 هـ) على الشيخ الشهاب أحمد بن الفقيه، كما تلقاه الشيخ نور الدين حسن بن برهان الدين إبراهيم الجبرتي على الشيخ منصور المنوفي، وممن كتب عليه:

1. الشيخ محمد بن أحمد بن عرفة الدسوقي المالكي (ت: 1230 هـ) وسمى حاشيته (التجريد الشافي على تذهيب المنطق الكافي) .
2. والشيخ يس بن زين الدين العليمي الحمصي (ت: 1061 هـ) وقد طبعت مع التي قبلها بمطبعة كردستان العلمية بالقاهرة سنة 1328 هـ.
3. والشيخ حسن العطار (1190 هـ – 1250 هـ).
4. والشيخ محمد بن علي بن سعيد الحجري التونسي الأديب (ت: 1199 هـ) وسمى حاشيته (تحرير التذهيب لكتاب التهذيب) وطبعت مع التي قبلها بمطبعة بولاق بالقاهرة سنة 1296 هـ ثم بالمطبعة الحميدية سنة 1315 هـ ثم بالأزهرية سنة 1318 هـ ومعها تصحيحات للشيخ محمد عبد المجيد الشرنوبي.
5. والشيخ محمد بن عبادة بن بري العدوي المالكي (ت: 1193 هـ) جمعها من تقريرات شيخه الإمام أبي البركات أحمد الدردير (1127 هـ – 1201 هـ) وهي مخطوط بالأزهرية.
6. كما اعتنى الشيخ عبد المتعال الصعيدي من شيوخ كلية اللغة العربية بالأزهر بطبع الخبيصى طبعة حديثة مع بعض تعليقات مختصرة مفيدة، وسماه: تجديد علم المنطق في شرح الخبيصي على التهذيب.

## وفاته
توفي سنة 1050 هـ تقريبا الموافق 1640م.